# Mecosaspis auratipennis
Mecosaspis auratipennis är en skalbaggsart som först beskrevs av Hermann Julius Kolbe 1900.  Mecosaspis auratipennis ingår i släktet Mecosaspis och familjen långhorningar.
Artens utbredningsområde är Rwanda. Inga underarter finns listade i Catalogue of Life.